# Ellipsoidinidae
Ellipsoidinidae es una familia de foraminíferos bentónicos de la superfamilia Pleurostomelloidea, del suborden  Buliminina y del orden Buliminida. Su rango cronoestratigráfico abarca desde el Aptiense (Cretácico inferior) hasta la Actualidad.

## Discusión
Clasificaciones previas incluían los géneros de Ellipsoidinidae en la familia Pleurostomellidae, así como en el suborden Rotaliina y/o orden Rotaliida.

## Clasificación
Ellipsoidinidae incluye a las siguientes subfamilias y géneros:
- Subfamilia Ellipsoidininae
  - Amplectoductina †
  - Daucina †
  - Drepaniota †
  - Ellipsobulimina †
  - Ellipsodimorphina †
  - Ellipsoglandulina
  - Ellipsoidella †
  - Ellipsoidina †
  - Ellipsopolymorphina †
  - Laterohiatus †
  - Nodosarella
  - Pinaria †
  - Drepaniota †
- Subfamilia Cribropleurostomellinae
  - Cribropleurostomella †
- Subfamilia Wheelerellinae
  - Wheelerella †

Otros géneros considerados en Ellipsoidinidae son:
- Czarkowyella † de la Subfamilia Wheelerellinae
- Ellipsonodosaria de la Subfamilia Ellipsoidininae, aceptado como Nodosarella
- Ellipsopleurostomella de la Subfamilia Ellipsoidininae, aceptado como Ellipsopolymorphina